# Wish/Starless Night
Singles de Olivia
a little pain
(2006) Sailing Free
(2009)
Wish/Starless Night est le 10e single de Olivia sorti sous le label Cutting Edge le 11 octobre 2006 au Japon. C'est le deuxième single de Olivia sous le nom OLIVIA inspi' REIRA(TRAPNEST). Il atteint la 7e place du classement de l'Oricon. Il se vend à 14 062 exemplaires la première semaine, et reste classé pendant 9 semaine, pour un total de 27 854 exemplaires vendus. C'est le 2e single le plus vendu de Olivia à ce jour. Il sort en format CD et CD+DVD.
Wish a été utilisé comme 2e thème d'ouverture pour l'anime Nana et Starless Night a été utilisé comme 2e thème de fin. Wish et Starless Night se trouve sur l'album OLIVIA inspi' REIRA (TRAPNEST) et sur la compilation NANA BEST; Wish est aussi sur le mini album The Cloudy Dreamer; Wish, Starless Night et Close your Eyes se trouvent sur l'album deluxe européen OLIVIA inspi' REIRA (TRAPNEST).

## Liste des titres
| 1. | Wish            | Olivia Lufkin, Chaze         | Olivia Lufkin, Rui, Kansei                 | 3:48 |
| 2. | Starless Night  | Olivia Lufkin, Space Critter | Olivia Lufkin, Hideki Obata, Sogawa Tomoji | 4:17 |
| 3. | Close your Eyes | Olivia Lufkin, Space Critter | Olivia Lufkin, Jeffrey Lufkin              | 5:43 |

| 1. | Wish                             |  |
| 2. | Trapnest Original Animation Clip |  |